# Thomas Malone
Thomas „Tommy” Malone (ur. 29 lipca 1918 w New Ross, zm. 16 czerwca 1968 w Blanchardstown) – irlandzki koszykarz, uczestnik Letnich Igrzysk Olimpijskich 1948.
Był uczestnikiem igrzysk w Londynie. W sześciu olimpijskich spotkaniach zdobył 28 punktów (najlepiej punktujący zawodnik reprezentacji), przy tym notując także 11 fauli. Razem z kolegami z reprezentacji zajął 23. miejsce, jednak jego drużyna przegrała wszystkie mecze turnieju.